# Dicyema
Dicyema is een geslacht in de taxonomische indeling van de Rhombozoa. Deze minuscule, wormachtige parasieten hebben geen weefsels of organen en bestaan uit slechts enkele tientallen cellen.
Het organisme behoort tot de familie Dicyemidae. Dicyema werd in 1849 beschreven door Albert von Kölliker.
Deze parasieten infecteren benthische inktvissen, meer bepaald in het nierstelsel. Ze zijn typisch gastheer-specifiek: een bepaalde soort komt enkel voor in een specifieke gastheersoort. Maar soms zijn meerdere soorten in eenzelfde gastheer aangetroffen, en het komt ook voor dat een soort meer dan een gastheersoort infecteert. Dicyema aegira bijvoorbeeld is aangetroffen in de achtarm (Octopus vulgaris) en in Octopus joubini. Dicyema komen zowel in het noordelijke als in het zuidelijke halfrond voor.

## Soorten
- Dicyema acciaccatum
- Dicyema acheroni
- Dicyema acuticephalum
- Dicyema aegira
- Dicyema akashiense
- Dicyema apalachiensis
- Dicyema apollyoni
- Dicyema australis
- Dicyema awajiense
- Dicyema balanocephalum
- Dicyema banyulensis
- Dicyema benedeni
- Dicyema benthoctopi
- Dicyema bilobum
- Dicyema briarei
- Dicyema calamaroceum
- Dicyema caudatum
- Dicyema clavatum
- Dicyema codonocephalum
- Dicyema coffinense
- Dicyema colurum
- Dicyema dolichocephalum
- Dicyema erythrum
- Dicyema furuyi
- Dicyema ganapatii
- Dicyema guaycurense
- Dicyema hadrum
- Dicyema helocephalum
- Dicyema hypercephalum
- Dicyema irinoense
- Dicyema japonicum
- Dicyema knoxi
- Dicyema koinonum
- Dicyema koshidai
- Dicyema leiocephalum
- Dicyema lycidoeceum
- Dicyema macrocephalum
- Dicyema madrasensis
- Dicyema maorum
- Dicyema megalocephalum
- Dicyema microcephalum
- Dicyema misakiense
- Dicyema monodi
- Dicyema moschatum
- Dicyema multimegalum
- Dicyema nouveli
- Dicyema octopusi
- Dicyema oligomerum
- Dicyema orientale
- Dicyema oxycephalum
- Dicyema papuceum
- Dicyema paradoxum
- Dicyema platycephalum
- Dicyema pyjamaceum
- Dicyema rhadinum
- Dicyema robsonellae
- Dicyema rondeletiolae
- Dicyema schulzianum
- Dicyema sepiellae
- Dicyema shimantoense
- Dicyema shorti
- Dicyema sphaerocephalum
- Dicyema sphyrocephalum
- Dicyema sullivani
- Dicyema tosaense
- Dicyema typoides
- Dicyema typus
- Dicyema vincentense
- Dicyema whitmani